# Discografie van Sick of It All
| Discografie van Sick of It All | Discografie van Sick of It All |
| ------------------------------ | ------------------------------ |
| Studioalbums                   | 12                             |
| Livealbums                     | 2                              |
| Verzamelalbums                 | 2                              |
| Videoalbums                    | 1                              |
| Ep's                           | 3                              |
| Singles                        | 10                             |

De discografie van Sick of It All, een Amerikaanse punkband afkomstig uit New York en bestaande uit zanger Lou Koller, gitarist Pete Koller, drummer Armand Majidi en basgitarist Rich Cipriano, bestaat uit twaalf studioalbums, twee livealbums, twee verzamelalbums, een videoalbum, drie ep's en tien singles. Daarnaast staan er nummers van de band op enkele compilatiealbums en heeft Sick of It All enkele videoclips opgenomen. Ter ere van Sick of It All is in 2007 een tributealbum uitgegeven getiteld Our Impact Will Be Felt.
Sick of It All heeft albums uit laten geven bij verschillende platenlabels waaronder Relativity Records, East West Records, Fat Wreck Chords, Century Media Records en Abacus Recordings, een sublabel van Century Media Records.

## Studioalbums
| Jaar | Titel                     | Label                                  | Formaat    |
| ---- | ------------------------- | -------------------------------------- | ---------- |
| 1989 | Blood, Sweat and No Tears | Relativity Records                     | lp, cd, cs |
| 1992 | Just Look Around          | Relativity Records                     | lp, cd, cs |
| 1994 | Scratch the Surface       | East West Records                      | lp, cd, cs |
| 1997 | Built to Last             | East West Records                      | lp, cd, cs |
| 1999 | Call to Arms              | Fat Wreck Chords                       | lp, cd, cs |
| 2000 | Yours Truly               | Fat Wreck Chords                       | lp, cd     |
| 2003 | Life on the Ropes         | Fat Wreck Chords                       | lp, cd     |
| 2006 | Death to Tyrants          | Abacus Recordings                      | lp, cd     |
| 2010 | Based on a True Story     | Century Media Records                  | lp, cd     |
| 2011 | XXV Nonstop               | Century Media Records                  | lp, cd     |
| 2014 | The Last Act of Defiance  | Century Media Records                  | lp, cd, cs |
| 2018 | Wake the Sleeping Dragon! | Fat Wreck Chords Century Media Records | lp, cd     |

## Livealbums
| Jaar | Titel                        | Label                  | Formaat    |
| ---- | ---------------------------- | ---------------------- | ---------- |
| 1995 | Live in a World Full of Hate | Lost and Found Records | lp, cd, cs |
| 2002 | Live in a Dive               | Fat Wreck Chords       | lp, cd     |

## Verzamelalbums
| Jaar | Titel                          | Label                  | Formaat |
| ---- | ------------------------------ | ---------------------- | ------- |
| 1997 | Spreading The Hardcore Reality | Lost and Found Records | cd      |
| 2004 | Outtakes for the Outcast       | Fat Wreck Chords       | cd      |

## Ep's
| Jaar | Titel                 | Label                 | Formaat        |
| ---- | --------------------- | --------------------- | -------------- |
| 1987 | Sick of It All        | Revelation Records    | 7", cd         |
| 1991 | We Stand Alone        | Relativity Records    | lp, 7", cd, cs |
| 2016 | When the Smoke Clears | Century Media Records | lp + cd        |

## Singles
| Jaar | Titel                     | Label                 | Formaat |
| ---- | ------------------------- | --------------------- | ------- |
| 1994 | "Scratch The Surface"     | East West Records     | 7", cd  |
| 1994 | "Step Down"               | East West Records     | VHS, cd |
| 1996 | "Cool as a Mustache"      | East West Records     | cd      |
| 1997 | "Burn 'Em Down"           | East West Records     | cd      |
| 1997 | "Us Vs. Them"             | East West Records     | cd      |
| 1999 | "Potential for a Fall"    | Fat Wreck Chords      | 7", cd  |
| 2000 | "Maladjusted"             | East West Records     | cd      |
| 2003 | "Relentless"              | Bridge 9 Records      | 7", cd  |
| 2006 | "Death to Tyrants"        | Dead Serious Records  | 7"      |
| 2015 | "Hardcore Equals Freedom" | Century Media Records | 7"      |